# Kalisemo
Kalisemo is een bestuurslaag in het regentschap Purworejo van de provincie Midden-Java, Indonesië. Kalisemo telt 1764 inwoners (volkstelling 2010).